# Yannick Franke
Yannick Ayrton Franke  (Haarlem, 21 de mayo de 1996), es un jugador de baloncesto holandés que juega en la posición de base. Con 1.96 metros de estatura, pertenece a la plantilla del Büyükçekmece Basketbol de la BSL turca. Es internacional absoluto con Holanda.

## Biografía
Franke comenzó trayectoria en las filas del ZZ Leiden con el que debutó en la Dutch Basketball League en la temporada 2013-14. En diciembre de 2015, fue transferido al Feyenoord Basketbal para disponer de más minutos de juego.
En la temporada 2014-15, Franke se convirtió en el anotador más joven en la historia de la DBL holandesa, después de registrar 19,6 puntos por partido con apenas 19 años. También ganó los premios DBL MVP Sub-23 y MVP de la DBL Dutch Basketball League.
Para la temporada 2015-16, Franke firmó con Donar Groningen de la Dutch Basketball League.El 15 de febrero de 2016, Franke dejó Donar y firmó por el resto de la temporada con Bisons Loimaa de la Korisliiga.
El 20 de septiembre de 2016, Franke firmó con Promitheas Patras BC en Grecia, pero dejó el equipo sin disputar ni un solo partido. 
El 16 de octubre de 2016,  firmó un contrato de tres años con el AEK Atenas BC de Grecia, pero fue liberado el 25 de noviembre del mismo año, sin volver a debutar con el conjunto griego.
El 11 de enero de 2017, firmó con el KK Zadar croata, en el que estuvo hasta el 31 de marzo de 2017 tras promediar 6 puntos y 2 rebotes por partido en la ABA Liga.
El 11 de agosto de 2017, Franke firmó un contrato de dos años con el club italiano del Aquila Basket Trento, con el que llegó a disputar la final de la Lega Basket Serie A de la temporada 2017-18, donde perdió ante el Olimpia Milano.
En octubre de 2018, Franke firmó con Pieno žvaigždės de la LKL lituana.
El 12 de julio de 2019, Franke firmó un contrato de un año con el Hamburg Towers de la Basketball Bundesliga.
El 8 de agosto de 2020, Franke firmó con el SLUC Nancy de la LNB Pro B francesa.
El 17 de diciembre de 2020, Franke firmó con Start Lublin de Liga Polaca de Baloncesto, pero acabaría la temporada regresando al Pieno žvaigždės de la LKL lituana.
El 2 de agosto de 2021, firmó con el Trefl Sopot de la Liga Polaca de Baloncesto, con el que promedió 15.4 puntos y 3.7 asistencias por partido.
El 31 de marzo de 2022, firma con el Morabanc Andorra de la Liga Endesa, hasta el final de la temporada.
El 27 de julio de 2023, firma con Zunder Palencia de la Liga Endesa. El 25 de febrero de 2024, rescinde su contrato con el conjunto palentino.
El 29 de febrero de 2024 fichó por el Büyükçekmece Basketbol de la Basketbol Süper Ligi (BSL).

### Selección nacional
El 31 de julio de 2015, hizo su debut con la selección holandesa en una derrota por 55-59 contra Alemania. 
Franke fue miembro del equipo holandés que disputó el EuroBasket 2015, disputando un partido que acabó con derrota por 72–78 contra Croacia, anotando 3 puntos.
En septiembre de 2022 disputó con el combinado absoluto neerlandés el EuroBasket 2022, finalizando en vigesimosegunda posición.